# مايك فولز
مايك فولز (بالإنجليزية: Mike Falls)‏ هو لاعب كرة قدم أمريكية أمريكي، ولد في 3 مارس 1934 في بيميدجي في الولايات المتحدة.

## وصلات خارجية
- مايك فولز على موقع مرجع كرة القدم المحترفة.كوم (الإنجليزية)